# Manaseposet

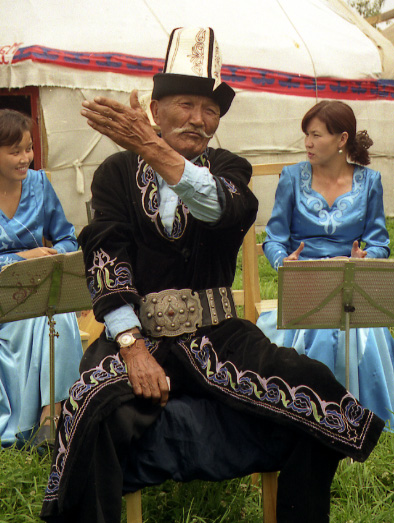
Kirgizisk Manas-bard

Manaseposet är en historisk text som består av tre delar och handlar om den mytologiska kirgiziska hjälten Manas och hans gemål, sonen Semetej och sonsonen Seitek och deras kamp under 800-talet mot uigurer och kalmucker. Manaseposet är den kirgiziska litteraturens viktigaste verk och Kirgizistans nationalepos. 
Manaseposet har traditionellt framförts av så kallade Manas-barder, dessa kallas i folkmun manastjy (kirgiziska: Манасчы), episka sångare, som också kallas jomoksju, som memorerat hela eller delar av verket. Kända manastjys är bland annat Sagymbaj Orozbak, Sajakbaj Karalajev, Sjaabaj Azizov (bilden), Kaba Atabekov, Togolok Moldo och Zjusup Mamaj. Manastyjs delas upp i kategorier som berättar hur bra deras poetiska och improvisatoriska teknik är, men också hur bra de känner till eposet. 
Manaseposet omfattar mer än 500 000 versrader och är det längsta eposet i världen, sett till antalet verser. Bland annat det indiska eposet Mahābhārata motsvarar dock en längre text, med sina betydligt längre verser.
Manas nedtecknades inte förrän i slutet av 1800-talet. Kirgizerna är ett nomadfolk där läs- och skrivkunnigheten var begränsad fram till 1920-talet. De första som översatte delar av eposet var Vasilij Radlov och Sjoqan Walichanuly. Idag finns mer än 65 olika tryckta versioner av verket helt eller delvis bevarade. Den längsta översatta versionen av Manas sjöngs av Sajakbaj Karalajev och startade 1936 och avslutades först 1970, ett år innan Karalajev avled.[källa behövs]

## Eposet

### Manas

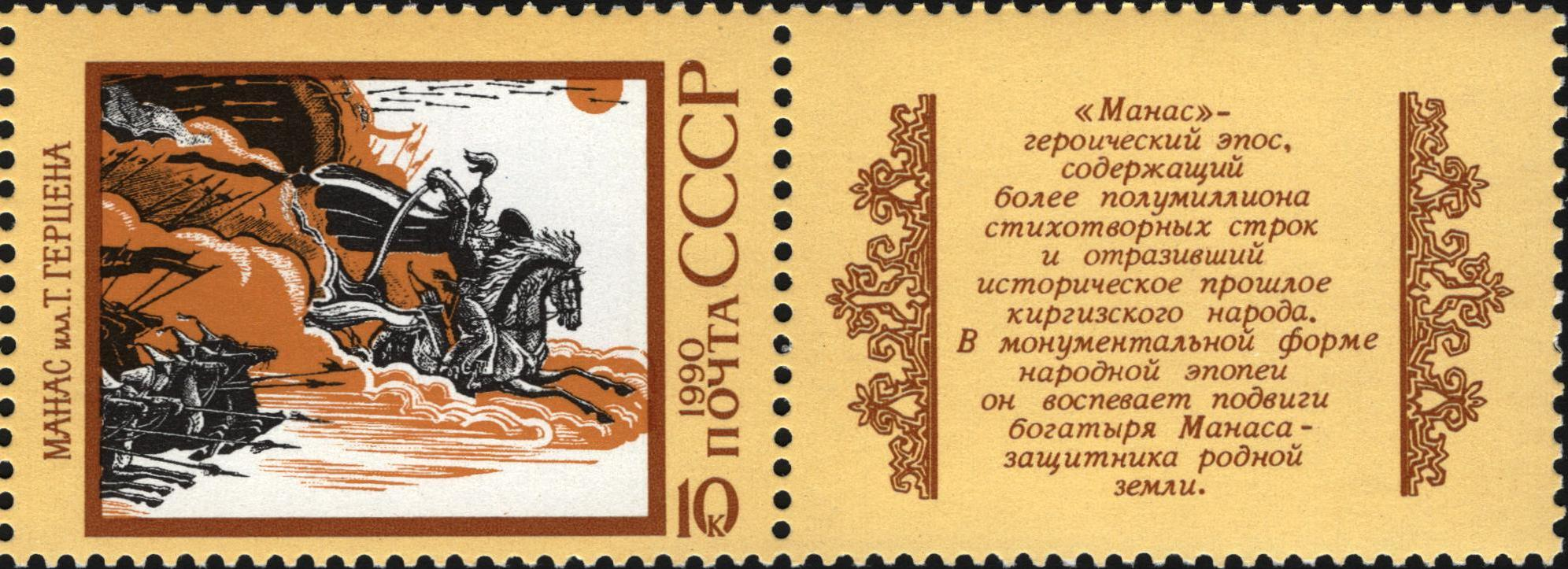
Manas avbildad på frimärke från Sovjetunionen

Historien om Manas tar bland annat upp hans födelse och barndom, hans första hjältedåd, giftermålet med Kanykej, hans militära kampanj mot Peking och slutar med hans död. Manas är ingen historisk person. Likheter finns mellan Manas och Djingis khan, bland annat kan nämnas att Djingis khan, enligt ”Mongolernas hemliga historia” säger att han hade blod i sin högra hand. Berättelsen om Manas berättar att
När er Manas kom ut [från livmodern]

Landade han rakt på fötterna!

I sin högra hand, khan Manas

Kom ut och höll en klump av svart blod...

### Semetej
Historien om Semetej berättar om när Manas hustru Kanukej tar med sig Semetej och flyr till Bukhara från sitt tidigare hem i Talas. Semetej kände inte till sin far men gick trots det samma väg som sin far. Historien behandlar också hans barndom och hjältedåd, hans återvändande till Talas och hur han gifter sig med Aichürök. Semetej var redan som ung bortlovad till Aichürök, något som Aichürök inte kände till. När hon letade efter en man hittade hon Semetej. Berättelsen om Semetej är den mest romantiska och poetiska delen av Manaseposet. Berättelsen om Semetej berättar också hur han slåss mot Kongurbaj (som tidigare varit Manas fiende) och avslutas med Semetejs död eller mystiska försvinnande.

### Seitek
Seitek är Manas barnbarn och Semetejs son. Det är en heroisk del av eposet. Den berättar bland annat om när Semetejs familj förstörs och Aichürök och Külchoro blir bortförda. Seitek växer upp i Kïiazs palats, när han växer upp börjar han kriga med sina fiender, gifter sig och övervinner till slut sina fiender och dör senare i eposet. Den berättar också om när Seitek kommer till Kirgizistan och ordnar rättvisa och fred i området.

## Manas som symbol
Manas är avbildad på de kirgiziska sedlarna, och det finns statyer och affischer runt om i Kirigizistan med Manas. Manas har också gett namn åt den internationella flygplatsen och åt ett universitet i Bisjkek.